# روث وایت (بازیگر)
روث وایت (انگلیسی: Ruth White; ۲۴ آوریل ۱۹۱۴ – ۳ دسامبر ۱۹۶۹) بازیگر سینما و تئاتر اهل ایالات متحده آمریکا بود.
از فیلم‌ها یا برنامه‌های تلویزیونی که وی در آن نقش داشته است می‌توان به کابوی نیمه‌شب، کشتن مرغ مقلد، داستان راهبه، چارلی، نیرنگ بازان، محکم دارشان بزن، راهی دلپذیر برای مردن، و عزیزم باران باید ببارد اشاره کرد. وی همچنین برندهٔ جوایزی همچون جایزه امی ساعات پربیننده برای بهترین بازیگر نقش مکمل زن در مجموعه تلویزیونی درام و جایزه اوبی شده و یکبار برای جایزهٔ آنتوانت پری برای درخشش در هنر نمایش نیر نامزد شده است.

## اوایل زندگی
وایت که در تمام عمرش ساکن پرث امبوی، نیوجرسی بود، اصالتاً یک کاتولیک ایرلندی بود. او در دبیرستان سنت مری تحصیل کرد و در سال ۱۹۳۵ با مدرک کارشناسی ادبیات از کالج نیوجرسی برای زنان (که امروزه کالج مسکونی داگلاس در دانشگاه راتگرز نامیده می‌شود) فارغ‌التحصیل شد. وی در حالی که حرفه بازیگری خود را در شهر نیویورک دنبال می‌کرد، همزمان در دانشگاه سیتون هال به تدریس بازیگری و نمایش پرداخت. در این دوره، او مهارت حرفه‌ای بازیگری را نزد ماریا اوسپنسکایا آموخت. وایت حرفه بازیگری خود را در سال ۱۹۴۰ به عنوان یک شاگرد در خانه نمایش کیپ می آغاز کرد. در اواخر جنگ جهانی دوم، او شش ماه را در آلاسکا و آلوتیز به همراه یک گروه USO (سازمان‌های خدمات متحد) گذراند. از سال ۱۹۴۸ برای مدت پنج سال او بازیگر اصلی ساکن در خانه نمایش شهرستان باکس بود. اولین نمایش وایت در تئاتر برادوی با عنوان The Ivy Green در سال ۱۹۴۹ اجرا شد.

## وقفه کاری و بازگشت
حرفه بازیگری وایت در اواخر دهه ۱۹۵۰ معلق شد، چرا که او باید از مادر بیمار خود پرستاری می‌کرد. پس از آن او در نمایش‌های خارج از برادوی مانند آثار ساموئل بکت (روزهای شاد) و ادوارد آلبی (مالکوم و جعبه) ظاهر شد. او در سال ۱۹۶۸ نامزدی جایزهٔ آنتوانت پری برای درخشش در هنر نمایش را برای بازی در نمایشنامه جشن تولد اثر هارولد پینتر به دست آورد. وایت همچنین برندهٔ جوایزی همچون جایزه امی ساعات پربیننده برای بهترین بازیگر نقش مکمل زن در مجموعه تلویزیونی درام و جایزه اوبی شده است. در پایان دهه ۱۹۶۰ میلادی، او به یکی از تحسین‌شده‌ترین و مورد تقاضاترین بازیگران زن نیویورک تبدیل شد و در فیلم‌های کابوی نیمه‌شب، مرغ مقلد، راهی دلپذیر برای مردن، طناب اعدام و راهی برای رفتار با زنان نیست ظاهر شد. آخرین نقش سینمایی وایت در فیلم به دنبال خوشبختی بود که ۱۴ ماه پس از مرگ او اکران شد.

## مرگ
وایت که در طول عمرش هرگز ازدواج نکرد، در نهایت بر اثر سرطان در ۳ دسامبر ۱۹۶۹ در سن ۵۵ سالگی درگذشت. برادرانش ریچارد و چارلز و خواهرش خانم ژنویو دریسکول از او به یادگار ماندند. او در کنار برادرانش چارلز و ریچارد در گورستان خانوادگی خود در قبرستان سنت مری واقع در پرث آمبوی، نیوجرسی به خاک سپرده شده است.